# Крест Бойца (Франция)
Крест Бойца  (фр. "Croix du combattant") — французская награда первоначально для непосредственных участников боевых действий Первой мировой войны. Учреждён в 1930 году, позже в Статут неоднократно вносились изменения, расширившие его действие и на участников других конфликтов, в которых принимали участие военнослужащие армии Франции.

## История
Французские фронтовики Первой мировой требовали признание правительством их особого статуса. Согласно Закону от 19 декабря 1926 года, они получали "carte du combatant" (удостоверение участника боевых действий) для ветеранов Первой мировой, а также франко-прусской войны и предшествовавших ей колониальных войн. Тремя годами позже (закон от 28 июня 1930 года) была учреждена подтверждающая их подвиг награда. Им стал крест работы ветерана войны М. Думенка, эскиз которого выбрало жюри.

У них есть права на нас. (из речи Жоржа Клемансо)
Оригинальный текст (фр.)« Ils ont des droits sur nous. ».

Аналогичную награду создало 28 марта 1941 года правительство Виши, она отличалась иными датами на кресте и изменённой лентой. Приказом французского правительства в Лондоне от 7 января 1944 г. ношение Креста Бойца образца 1939-1940 годов было запрещено.
В послевоенные годы выходило несколько указов, расширяющих награждение Крестом на участников следующих конфликтов:
- 29 января 1948 года — Вторая мировая война (1939-1945 гг.)[5].
- 18 июля 1952 года — войны в Индокитае и Корее.
- 9 декабря 1974 года — операции в Северной Африке в период с 1 января 1952 г. по 2 июля 1962 г[6].
- 12 января 1994 года — операции в Афганистане Камбодже, Камеруне, Персидском заливе, Ливане, Мадагаскаре, зоне Суэцкого канала, Сомали, Центральноафриканской Республике, Чаде, Югославии и Заире[7].

30 октября 2014 года Национальное собрание в рамках обсуждения законопроекта о финансах на 2015 год, проголосовало за закон, согласно которому Крест получают все военнослужащие, участвовавшие в операциях вне метрополии в течение 120 дней.

## Критерии награждения
Для каждого конфликта или военной операции существует определенный набор требований в отношении выдачи карты участника боевых действий и Креста. Крест присуждается:
- за службу в подразделении, объявленном Министром обороны боевым (90 дней службы или ранение либо болезнь, полученные или перенесенные во время службы, или 90 дней пребывания в плену.[2]Срок не засчитывается, если солдата пришлось отозвать с фронта раньше из-за перенесенной там болезни или травмы.
- за службу в любом ином подразделении упомянутом в приказе за доблесть, или непосредственное участие в 5 боевых столкновениях, или боевое ранение, или или пребывание в плену у противника, не соблюдающего правила Женевской конвенции[2]
- с 1 октября 2015 года — также все военнослужащие, участвовавшие в операциях вне метрополии в течение 120 дней (независимо от того, подряд, или нет).

### Привилегии участников боевых действий
Участникам боевых действий полагаются разнообразные льготы и привилегии, такие как: пенсия для награждённых Крестом 609,40 евро (значение на 01.07.2011) в год; пенсионные и налоговые льготы; членство в Национальном организации УБД (ссуды, реабилитация и т. д.); сроки сборов, службы и плена включаются в трудовой стаж; военные похороны и соответствующий статус вдовы.

## Описание награды

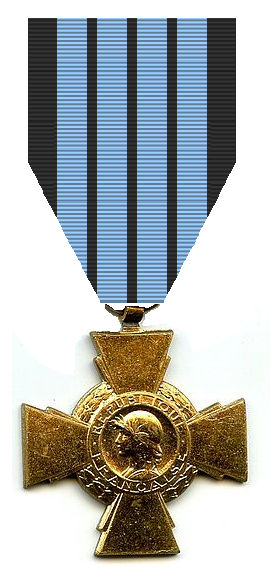
Крест Бойца правительства Виши

Награда представляет собой лапчатый крест из бронзы шириной 36 мм с лавровым венком между лучами.
На аверсе в центре круглый медальон с аллегорическим изображением Республики — головы Марианны, вокруг него рельефная надписью REPUBLIQUE FRANCAISE (рус. Французская Республика).
На реверсе внутри медальона по нижней части окружности рельефная надпись CROIX DU COMBATTANT (рус. Крест бойца), обрамляющая направленный вниз меч, в верхней части — расходящиеся солнечные лучи (вверх от рукояти по дуге 180°).Позади меча у крестов ранних типов отчеканены годы «1914-1918», на крестах Виши — «1939-1940», на послевоенных — «1939-1945».
Лента — шириной 37 мм голубого цвета (цвет французской униформы времён Первой мировой войны) с семью вертикальными красными полосками шириной по 1,5 мм. Лента вишистской Франции того же голубого цвета, но полосы чёрные: всего 5 полос, 2 по 4,5 мм по краям и 3 по 2 мм в центре; (ранняя версия ленты аналогична предыдущему образцу 1930 года, разница лишь в чёрном цвете равномерно расположенных одинаковых 1,5-мм полосок).

## Известные награждённые

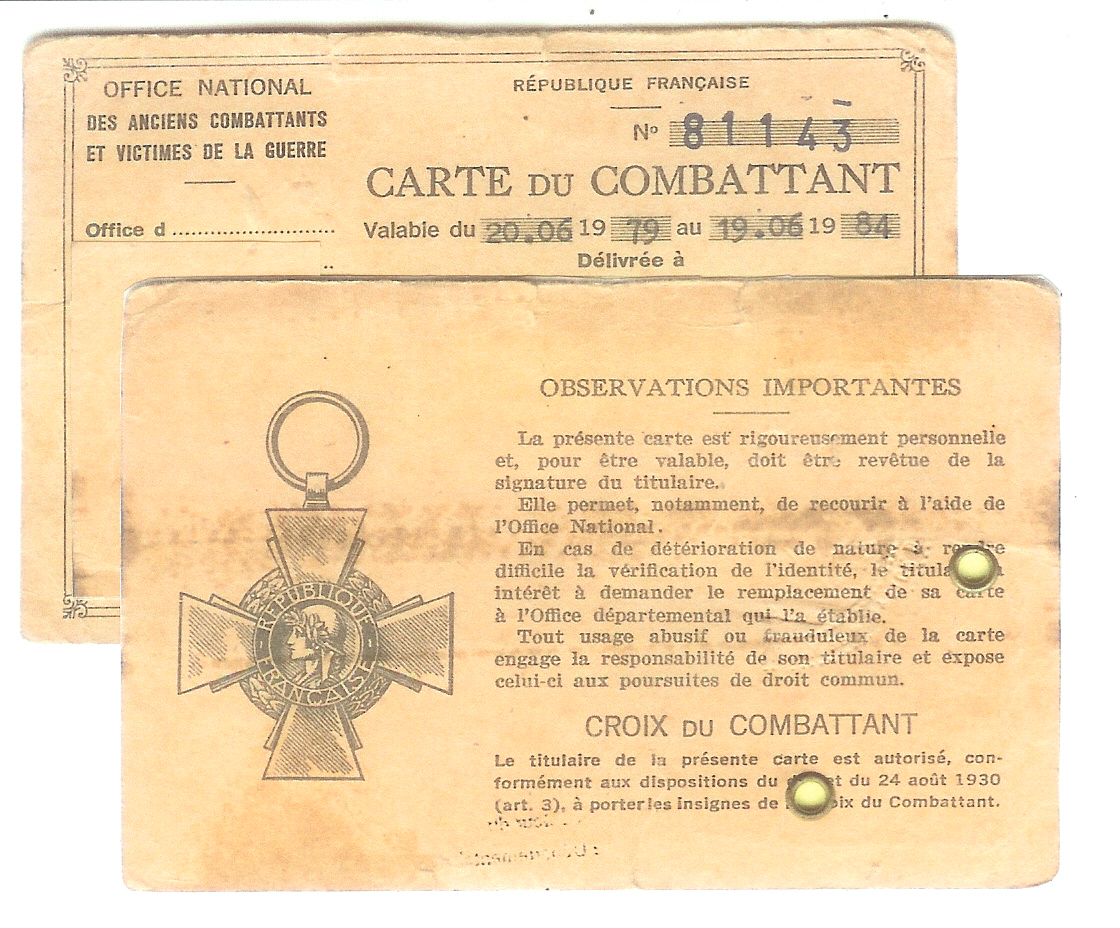
Изображение Креста на оборотной стороне удостоверения участника боевых действий (послевоенного типа)

- генерал Жанну Лаказ
- генерал Марсель Летестю
- генерал Антуан Бетуар
- бригадный генерал Шарль де Голль
- рядовой Рене Рифо
- сержант Эжен Бюллар
- сержант Доминик Веннер
- граф Генрих Орлеанский
- Робер Мерль